# Pietre d'inciampo nella provincia di Pavia
Nella provincia di Pavia sono censite 57 pietre d'inciampo, le prime sono state collocate il 14 gennaio 2018 a Varzi.

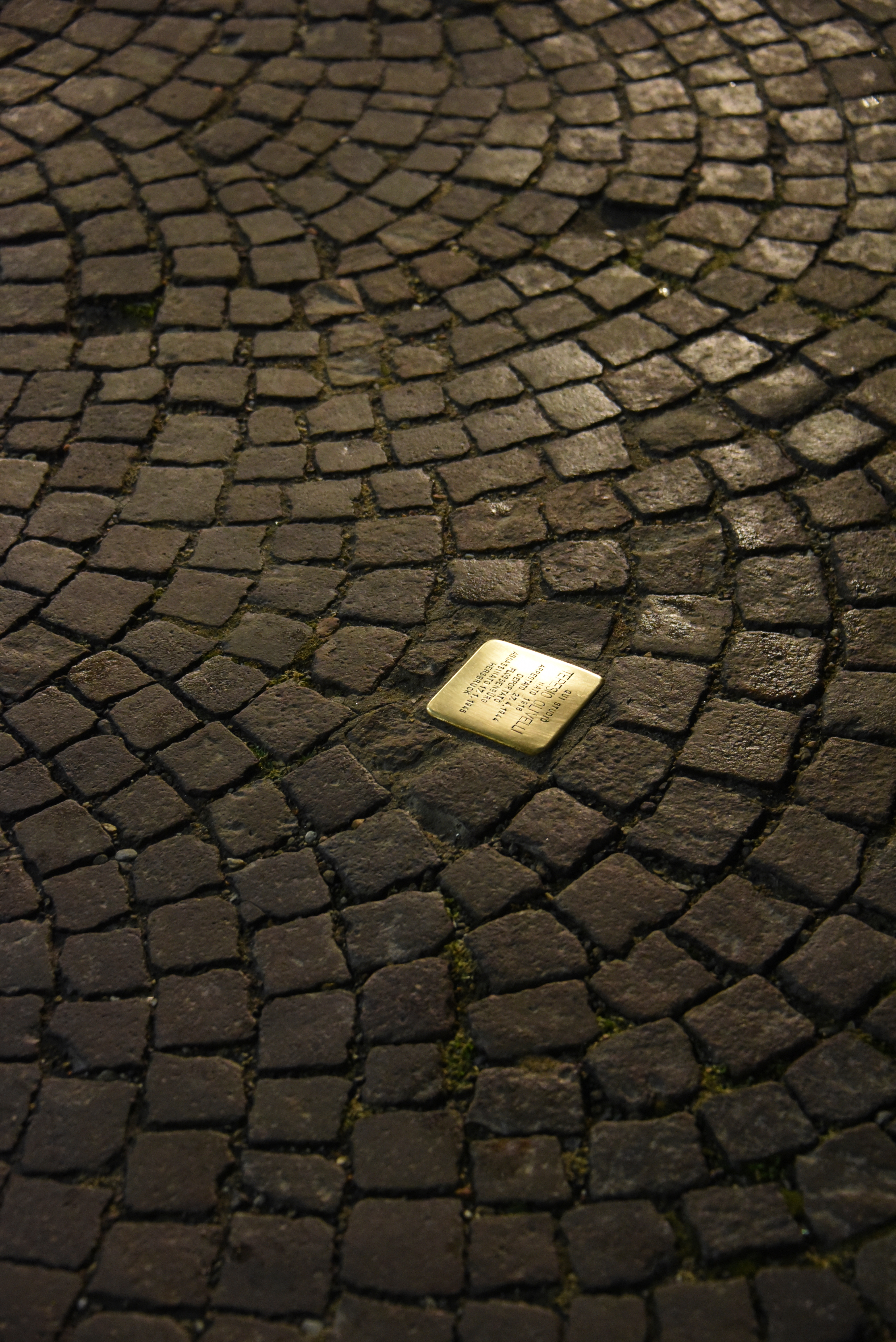
Stolperstein per Teresio Olivelli

## Belgioioso
| Pietra d'inciampo | Pietra d'inciampo                        | Pietra d'inciampo | Pietra d'inciampo | Note biografiche |
| Data di posa      | Luogo di posa                            | Stolpersteine     | Incisione | Note biografiche |
| ----------------- | ---------------------------------------- | ----------------- | --- | --- |
| 14 gennaio 2020   | Via Garibaldi, 54 45.161966°N 9.314678°E |                   | A BELGIOIOSO ABITAVA ISAAK HENOCH STURM NATO 1891 ARRESTATO 10.10.1944 DEPORTATO 1944 AUSCHWITZ ASSASSINATO FLOSSENBÜRG | Isaak Henoch Sturm (Tarnobrzeg (Polonia), 30 dicembre 1891 - Flossenbürg, 30 novembre 1944), per sfuggire le persecuzioni in atto nel paese d'origine, si trasferisce nel febbraio 1936 a Milano con la moglie Pessla Hauser ed i due figli Jakob Lazar e Alter Nissim. Avvia un negozio di abbigliamento, ma nel 1940, con l'intensificarsi delle persecuzioni conseguenti all'emanazione delle leggi razziali del 1938, è internato nel campo di Ferramonti, (CS), insieme alla famiglia. L’8 ottobre 1941 tutta la famiglia Sturm è destinata a Belgioioso in condizione di "internamento libero" e qui rimane per tre anni dal 13 ottobre 1941 fino all’arresto avvenuto il 10 ottobre 1944 ad opera dei militi della GNR accompagnati da un graduato tedesco. Saranno detenuti nel carcere di San Vittore a Milano, quindi inviati al Bolzano. Isaak Henoch, con la famiglia, è deportato ad Auschwitz con il convoglio n. 18 partito il 24 ottobre 1944. Supera la selezione, viene trasferito a Flossenbürg dove muore il 30/11/1944. |
| 14 gennaio 2020   | Via Garibaldi, 54 45.161966°N 9.314678°E |                   | A BELGIOIOSO ABITAVA PESSLA STURM HAUSER NATA 1888 ARRESTATA 10.10.1944 DEPORTATA 1944 AUSCHWITZ ASSASSINATA            | Pessla Sturm Hauser (Tarnobrzeg (Polonia), 30 maggio 1889 - Auschwitz, ???). Moglie di Isacco Sturm, madre di Jakob Lazar e Alter Nissim. Segue il drammatico destino del marito e famiglia: da Milano sarà inviata al campo di internamento per ebrei stranieri di Ferramonti (CS) il 28 novembre 1941. Sarà poi per tre anni a Belgioioso in stato di "internamento libero", fino all'arresto il 10 ottobre 1944 con il marito e i figli. Detenuta nel carcere di San Vittore a Milano quindi inviata al campo di Bolzano per essere deportata insieme alla famiglia ad Auschwitz con il convoglio n.18/ trasporto 96, partito da Bolzano il 24 e arrivato al campo il 28 ottobre 1944. Non si conosce la data della sua sorte, ma, presumibilmente all’arrivo al campo, non supera la selezione date le sue precarie condizioni di salute. |
| 14 gennaio 2020   | Via Garibaldi, 54 45.161966°N 9.314678°E |                   | A BELGIOIOSO ABITAVA JAKOB LAZAR STURM NATO 1921 ARRESTATO 10.10.1944 DEPORTATO 1944 AUSCHWITZ LIBERATO                 | Jakob Lazar Sturm (Cracovia (Polonia), 2 luglio 1921 - Monowitz, ???), figlio di Isaak Henoch e Pessla Hauser, fratello di Alter Nissan. Pellicciaio a Milano dove si è trasferita la famiglia nel 1936, a Belgioioso, invece, dove sarà destinata la famiglia in stato di "internamento libero" dopo il precedente internamento a Ferramonti, contribuisce al mantenimento della famiglia lavorando come contadino, date le precarie condizioni di salute del padre, della madre e la giovane età del fratello. Dopo l'arresto di tutta la sua famiglia il 10 ottobre 1944, è deportato ad Auschwitz con il convoglio n.18/ trasporto 96, partito da Bolzano il 24 ottobre 1944. Supera la selezione ed è trasferito a Monowitz per lavorare alla Buna, matricola B-13736. Poco prima dell’arrivo dei soldati russi dell'Armata Rossa al campo, riesce a liberarsi peregrinando attraverso l’Europa fino al ritorno a Milano. |
| 14 gennaio 2020   | Via Garibaldi, 54 45.161966°N 9.314678°E |                   | A BELGIOIOSO ABITAVA ALTER NISSAN STURM NATO 1929 ARRESTATO 10.10.1944 DEPORTATO 1944 AUSCHWITZ ASSASSINATO             | Alter Nissan Sturm (Tarnobrzeg (Polonia), 7 maggio 1929 - Auschwitz, ???), figlio di Isaak Henoch e Pessla Hauser, studente, fratello minore di Jakob. Seguendo il destino della sua famiglia, viene arrestato il 10 ottobre 1944 a Belgioioso, colpevole di appartenere alla razza ebraica, inviato al campo di transito di Bolzano quindi, con il convoglio partito il 24 ottobre, ad Auschwitz. Non se ne saprà più nulla. |

## Broni
| Pietra d'inciampo | Pietra d'inciampo                        | Pietra d'inciampo | Pietra d'inciampo                                                                                    | Note biografiche |
| Data di posa      | Luogo di posa                            | Stolpersteine     | Incisione                                                                                            | Note biografiche |
| ----------------- | ---------------------------------------- | ----------------- | --- | --- |
| 19 gennaio 2018   | Via Emanuelli, 48 45.063424°N 9.263871°E |                   | QUI ABITAVA EGISTO CAGNONI NATO 1875 ARRESTATO 20.3.1944 DEPORTATO MAUTHAUSEN ASSASSINATO 21.11.1944 | Egisto Cagnoni (Broni, 14 luglio 1875 - Harteim, 21 novembre 1944), di famiglia benestante, socialista, interrompe gli studi di Giurisprudenza a Torino per impegnarsi a favore della causa dei contadini della Lomellina. Sindacalista, sindaco di Mortara, politico, deputato per più legislature, agli albori del fascismo è fatto oggetto di aggressioni squadristiche. Ripara a MIlano dove vive in grandi ristrettezze per tutta l'era fascista. Dopo l'8 settembre 1943 entra nelle file della Resistenza. Arrestato il 20 marzo 1944 è internato al campo di Fossoli, quindi deportato nel Reich nel giugno 1944 e destinato a Mauthausen, trasferito al castello di Harteim dove è assassinato nella camera a gas il 21 novembre 1944. Tre vie portano il suo nome, una ciascuno a Ceretto Lomellina, a Mede ed a Pavia. A Broni una piazza porta il suo nome. |

## Chignolo Po
| Pietra d'inciampo | Pietra d'inciampo                                                    | Pietra d'inciampo | Pietra d'inciampo                                                                                                  | Note biografiche |
| Data di posa      | Luogo di posa                                                        | Stolpersteine     | Incisione | Note biografiche |
| ----------------- | -------------------------------------------------------------------- | ----------------- | --- | --- |
| 22 marzo 2024     | Via XXV aprile, 73 davanti alle ex Scuole 45°08′58.04″N 9°29′07.03″E |                   | QUI ABITAVA GIOVANNI PECCHI NATO 1926 ARRESTATO 27.7.1944 DEPORTATO 1944 FLOSSENBÜRG ASSASSINATO 24.3.1945 DRESDEN | Giovanni Pecchi (Chignolo Po, 30 ottobre 1926 - Dresden, 24 marzo 1945), figlio di Enrico e Mentina Moro, operaio. Non risponde al reclutamento della RSI. Arrestato il 27 luglio 1944 a Belgioioso è condotto alle carceri di Genova, torturato, trasferito al carcere di San Vittore di Milano, quindi Bolzano il 17 agosto ed infine deportato nel Reich il 5 settembre 1944, destinato a Flossenbürg, nr. di matricola 21727, classificato "Pol" – (Politisch) trasferito poi , 24 marzo 1945, al sottocampo di Dresden dove muore in data incerta. |

## Cilavegna
| Pietra d'inciampo | Pietra d'inciampo                         | Pietra d'inciampo | Pietra d'inciampo                                                                                              | Note biografiche |
| Data di posa      | Luogo di posa                             | Stolpersteine     | Incisione | Note biografiche |
| ----------------- | ----------------------------------------- | ----------------- | --- | --- |
| 19 gennaio 2019   | Corso Roma, 38 45°18′28.16″N 8°44′41.23″E |                   | QUI ABITAVA GIOVANNI MACCAFERRI NATO 1923 ARRESTATO 3.3.1944 DEPORTATO 1944 MAUTHAUSEN ASSASSINATO MAGGIO 1945 | Giovanni Maccaferri (Cilavegna, 8 dicembre 1923 - Mauthausen, 8 maggio 1945), operaio, antifascista, iscritto al P.C.d’I. clandestino partecipa allo sciopero del 2 marzo 1944. Il 3 marzo le SS, con gli elenchi degli scioperanti, lo arrestano assieme a Camilla Campana e ad altri membri della commissione di fabbrica; recluso al castello di Vigevano, poi detenuto al carcere di San Vittore a Milano, è trasferito al campo di transito di Fossoli quindi deportato nel Reich al campo di concentramento di Mauthausen il 15 marzo 1944. Morirà di stenti l'8 maggio 1945, tre giorni dopo la liberazione del Lager. A Cilavegna, un vicolo porta il suo nome |
| 3 marzo 2024      | Corso Roma, 38 45°18′28.16″N 8°44′41.23″E |                   | QUI ABITAVA CAMILLA CAMPANA NATA 1916 ARRESTATA 3.3.1944 DEPORTATA BUCHENWALD LIBERATA                         | Camilla Campana (Clusone, 28 novembre 1916 - Cilavegna, 21 ottobre 1982), operaia presso il calzificio Giudice di Cilavegna. In conseguenza della sua partecipazione allo sciopero generale, è arrestata il 3 marzo 1944 insieme ad altre colleghe e a Giovanni Maccaferri. Rinchiusa dapprima nel castello di Vigevano, poi incarcerata a San Vittore a Milano, quindi a Bergamo nella Caserma Umberto I° a cui segue la deportazione a Buchenwald. Sopravvive e viene liberata facendo ritorno a casa. |

## Gambolò
| Pietra d'inciampo | Pietra d'inciampo                       | Pietra d'inciampo | Pietra d'inciampo | Note biografiche |
| Data di posa      | Luogo di posa                           | Stolpersteine     | Incisione | Note biografiche |
| ----------------- | --------------------------------------- | ----------------- | --- | --- |
| 27 gennaio 2020   | Piazza Cavour 45°15′26.5″N 8°51′30.98″E |                   | QUI ABITAVA PAOLO COTTA RAMUSINO NATO 1922 ARRESTATO 1.12.1944 DEPORTATO 1944 BUCHENWALD ASSASSINATO 2.3.1945 OHRDRUF | Paolo Cotta Ramusino (Gambolò, 10 febbraio 1922 - Ohrdruf, 2 marzo 1945), agricoltore, militare, arrestato il 1º dicembre 1944 a Cece (Ungheria), il 31 dicembre è trasferito a Buchenwald, matricola 85739, quindi al campo di lavoro di Ohrdruf. Il 2 marzo 1945 è assassinato. |
| 8 settembre 2022  | Piazza Cavour 45°15′26.5″N 8°51′30.98″E |                   | QUI ABITAVA PAOLO COSTA GIOVANOLO NATO 1905 ARRESTATO 6.1.1944 DEPORTATO 1944 DACHAU ASSASSINATO BUCHENWALD           | Paolo Costa Giovanolo (Vigevano, 10 gennaio 1905 - Buchenwald, ???), domiciliato a Gambolò fino al 1933, poi a Vigevano, arrestato il 6 gennaio 1944, deportato da Monaco il 12 maggio 1944 al campo di Dachau, matricola 68000, quindi trasferito a Buchenwald. Il Tribunale di Vigevano ha emesso il 10 aprile 1959 la sentenza di morte presunta, dove si afferma che sarebbe scomparso da Vigevano il 6 gennaio 1944 e sarebbe morto il 30 aprile 1944. |

## Garlasco
| Pietra d'inciampo | Pietra d'inciampo                                      | Pietra d'inciampo | Pietra d'inciampo                                                                                           | Note biografiche |
| Data di posa      | Luogo di posa                                          | Stolpersteine     | Incisione                                                                                                   | Note biografiche |
| ----------------- | ------------------------------------------------------ | ----------------- | --- | --- |
| 24 gennaio 2019   | Piazza della Repubblica, 11 45°11′46.84″N 8°55′21.89″E |                   | QUI ABITAVA PIETRO GALLIONE NATO 1918 ARRESTATO 8.9.1943 DEPORTATO 1943 MITTELBAU-DORA ASSASSINATO 5.4.1945 | Pietro Gallione (Garlasco, 23 agosto 1918 - campo di concentramento di Dora-Mittelbau, 5 aprile 1945), muratore, si trova a Mestre all'indomani dell'8 settembre 1943; catturato dai tedeschi durante un rastrellamento è deportato nel Reich. Muore il 5 aprile 1945 nel campo di concentramento di Dora-Mittelbau. |
| 24 gennaio 2019   | Piazza della Repubblica, 11 45°11′46.84″N 8°55′21.89″E |                   | QUI ABITAVA FRANCESCO MAZZA NATO 1901 ARRESTATO 9.9.1944 DEPORTATO 1944 DACHAU ASSASSINATO 19.2.1945        | Francesco Mazza (Garlasco, 27 giugno 1901 - Dachau, 19 febbraio 1945), contadino, si prodiga per favorire l'espatrio in Svizzera dei militari alleati fuggiti dai campi di prigionia: di propria iniziativa li ospita fornendo loro viveri e abbigliamento. Arrestato in seguito ad una delazione il 9 settembre 1944, è recluso a San Vittore a Milano, trasferito poi al campo di transito di Bolzano, infine deportato a Dachau dov'è assassinato il 19 febbraio 1945. |

## Gravellona Lomellina
| Pietra d'inciampo | Pietra d'inciampo                                      | Pietra d'inciampo | Pietra d'inciampo                                                                                                 | Note biografiche |
| Data di posa      | Luogo di posa                                          | Stolpersteine     | Incisione | Note biografiche |
| ----------------- | ------------------------------------------------------ | ----------------- | --- | --- |
| 19 gennaio 2019   | Vicolo Clotilde Giannini, 1 45°19′43.94″N 8°45′57.03″E |                   | QUI ABITAVA CLOTILDE GIANNINI NATA 1903 ARRESTATA 3.3.1944 DEPORTATA 1944 AUSCHWITZ MORTA 24.5.1945 BERGEN-BELSEN | Clotilde Giannini (Tornaco, 24 dicembre 1903 - Bergen-Belsen, 24 maggio 1945), sposata con Alfredo Giannini, ha un figlio. Antifascista, femminista, partecipa allo sciopero generale del 2 marzo 1944, insieme con 472 altri operai. Il giorno seguente i nazisti arrestano buona parte dei membri della commissione interna dell’azienda, tra cui Clotilde e Giovanni Maccaferri. Rinchiusa nel castello di Vigevano, successivamente trasferita al carcere di San Vittore a Milano, quindi alla Caserma Umberto I° di Bergamo, deportata nel Reich destinata ad Auschwitz, infine al campo di Bergen-Belsen in Bassa Sassonia. In fin di vita alla liberazione del campo, avvenuta il 15 aprile 1945 ad opera delle truppe inglesi, muore nove giorni dopo per le conseguenze della prigionia. Gravellona Lomellina le ha intitolato una via. |

## Landriano
Landriano ospita quattro pietre d'inciampo posate tra il 2019 e 2024.
| Pietra d'inciampo | Pietra d'inciampo                                                     | Pietra d'inciampo | Pietra d'inciampo                                                                                              | Note biografiche |
| Data di posa      | Luogo di posa                                                         | Stolpersteine     | Incisione | Note biografiche |
| ----------------- | --------------------------------------------------------------------- | ----------------- | --- | --- |
| 23 gennaio 2019   | Piazza Marconi, 19 ingresso Poliambulatori 45°18′43.45″N 9°15′38.25″E |                   | QUI ABITAVA MAX HERBERT BICK NATO 1906 ARRESTATO 1.12.1943 DEPORTATO 1944 AUSCHWITZ ASSASSINATO 6.2.1944       | Max Herbert Bick (Monaco di Baviera, 17 luglio 1906 - Auschwitz, 6 febbraio 1944), figlio di David Bick e Rosa Barmann, un fratello, Sigismondo e una sorella, Sofia. Dopo l'introduzione delle leggi razziali del 1938, è internato, con il fratello, al campo per ebrei di nazionalità straniera di Ferramonti, da qui in soggiorno obbligato a Landriano dove arrivano il 14 settembre 1941. Con l'inasprirsi delle persecuzioni razziali, sono arrestati il 1 dicembre 1943 ed incarcerati prima a Pavia poi a Milano nel carcere di San Vittore. Il 30 gennaio 1944 deportati con il convoglio n. 6 destinati al campo di concentramento di Auschwitz. Non è certa la data della sua morte.                                             |
| 23 gennaio 2019   | Piazza Marconi, 19 ingresso Poliambulatori 45°18′43.45″N 9°15′38.25″E |                   | QUI ABITAVA SIGISMONDO BICK NATO 1903 ARRESTATO 1.12.1943 DEPORTATO 1944 AUSCHWITZ ASSASSINATO 6.2.1944        | Sigismondo Bick (Monaco di Baviera, 11 marzo 1903 - Auschwitz, 6 febbraio 1944), figlio di David Bick e Rosa Barmann, un fratello, Max Herbert e una sorella, Sofia. Dopo l'introduzione delle leggi razziali del 1938, è internato, con il fratello, al campo per ebrei di nazionalità straniera di Ferramonti, da qui in soggiorno obbligato a Landriano dove arrivano il 14 settembre 1941. Con l'inasprirsi delle persecuzioni razziali, sono arrestati il 1 dicembre 1943 ed incarcerati prima a Pavia poi a Milano nel carcere di San Vittore. Il 30 gennaio 1944 deportati con il convoglio n. 6 destinati al campo di concentramento di Auschwitz. Non è certa la data della morte.                                                  |
| 23 gennaio 2019   | Piazza Marconi, 19 ingresso Poliambulatori 45°18′43.45″N 9°15′38.25″E |                   | QUI ABITAVA SOFIA BICK NATA 1914 ARRESTATA 20.7.1944 DEPORTATA 1944 AUSCHWITZ LIBERATA                         | Sofia Bick (Monaco di Baviera, 14 agosto 1914 - ???), figlia di David Bick e Rosa Barmann, sorella di Sigismondo e Max Herbert. In soggiorno obbligato a Landriano, arrestati successivamente nel dicembre 1943. I due fratelli deportati col convoglio n.6, Sofia con il convoglio n.4: i treni della morte partiti il 2 agosto 1944 dal Binario 21 della stazione centrale di Milano. Destinati al campo di concentramento di Auschwitz, solo Sofia, unica, sopravviverà.. |
| 27 gennaio 2024   | Piazza Marconi, 19 ingresso Poliambulatori 45°18′43.45″N 9°15′38.25″E |                   | QUI ABITAVA MARIO SPADARI NATO 1922 ARRESTATO 27.9.1944 DEPORTATO 1944 BUCHENWALD ASSASSINATO 2.3.1945 OHRDRUF | Mario Spadari (Ricengo, 2 novembre 1922 - Ohrdruf, 2 marzo 1945), figlio di Antonio e Tomasina Bianchi, famiglia di braccianti agricoli padani. Caporale dell’aeronautica, partecipa nel 1940 all'invasione della Francia voluta da Mussolini; sbandato dopo l'armistizio dell'8 settembre 1943 raggiunge la famiglia trasferitasi a Landriano, ma nel febbraio del 1944 è vittima di un rastrellamento delle Brigate Nere e richiuso a Pavia prima, quindi Bolzano a cui segue la deportazione del maggio '44 nel Reich come lavoratore coatto. Fugge dal campo di lavoro in settembre ma è presto nuovamente catturato è internato a Dachau quindi Buchenwald infine è a Ohrdruf, dove si spegne nell'nfermeria del campo il 2 marzo 1945. |

## Langosco
| Pietra d'inciampo | Pietra d'inciampo                                                      | Pietra d'inciampo | Pietra d'inciampo | Note biografiche |
| Data di posa      | Luogo di posa                                                          | Stolpersteine     | Incisione | Note biografiche |
| ----------------- | ---------------------------------------------------------------------- | ----------------- | --- | --- |
| 22 maggio 2022    | Via Giuseppe Mazzini, 61 ingresso Municipio 45°12′55.54″N 8°33′46.44″E |                   | A LANGOSCO ABITAVA CONTE LUIGI LANGOSCO DI LANGOSCO NATO 1876 RESISTENZA ARRESTATO 1944 DEPORTATO MAUTHAUSEN ASSASSINATO 18.7.1944 SCHLOSS HARTHEIM | Luigi Di Langosco (Langosco, 25 settembre 1876 - Castello di Hartheim, 18 Luglio 1944), conte di Langosco, Colonnello in pensione, non sono note la motivazione e la data dell'arresto; secondo la ricostruzione dello storico Gaetano De Martino: "mentre sul tram conversava con un amico una sua frase di critica fu raccolta da un fascista". Deportato nel Reich arriva a Mauthausen il 13 marzo 1944. Muore il 18 luglio 1944 al Castello di Hartheim. |

## Lardirago
| Pietra d'inciampo | Pietra d'inciampo                                                         | Pietra d'inciampo | Pietra d'inciampo                                                                                              | Note biografiche |
| Data di posa      | Luogo di posa                                                             | Stolpersteine     | Incisione | Note biografiche |
| ----------------- | ------------------------------------------------------------------------- | ----------------- | --- | --- |
| 26 gennaio 2024   | Via IV Novembre, 62 davanti al monumento ai caduti 45°14′02.4″N 9°13′54″E |                   | QUI ABITAVA NINO NEGRI NATO 1901 ARRESTATO 17.8.1944 DEPORTATO 1944 FLOSSENBÜRG ASSASSINATO 4.2.1945 HERSBRUCK | Nino Negri (Lardirago, 07 maggio 1901 - Hersbruck, 4 febbraio 1945), gestore della mensa alla Breda, con il medico condotto di Lardirago favorisce lespatrio degli ex-prigionieri alleati verso la Svizzera. Scoperto è arrestato a Sesto San Giovanni, recluso a San Vittore, trasferito a Bolzano quindi deportato nel Reich destinato a Flossenbürg ed infine al campo di Hersbruck dove muore il 4 febbraio 1945. |

## Lomello
| Pietra d'inciampo | Pietra d'inciampo                          | Pietra d'inciampo | Pietra d'inciampo | Note biografiche |
| Data di posa      | Luogo di posa                              | Stolpersteine     | Incisione | Note biografiche |
| ----------------- | ------------------------------------------ | ----------------- | --- | --- |
| 27 gennaio 2022   | Piazza Castello 45°07′17.49″N 8°47′38.86″E |                   | QUI ABITAVA GIUSEPPE ZALTIERI NATO 1909 PARTIGIANO ARRESTATO 30.10.1944 DEPORTATO 1944 MAUTHAUSEN ASSASSINATO APR.1945 OHRDRUF | Giuseppe Zaltieri (Isorella, 1 settembre 1909 - Mauthausen, ??? aprile 1945), salariato agricolo, sposato con quattro figli. Dopo l'8 settembre 1943 offre rifugio ai soldati anglo-americani favorendo il loro l'espatrio in Svizzera. Nella Resistenza è attivo tra le file della II divisione Madia dove è già Giuseppe Loew . Arrestato nella sua abitazione il 30 ottobre 1944 dalle Brigate Nere di Mortara, condotto a San Vittore a Milano e poi al Bolzano, da dove il 20 novembre, viene deportato a Mauthausen matricola 110436. Trasferito ad Auschwitz, quindi a Buchenwald il 26 gennaio 1945, infine al campo di lavoro di Ohrdruf. Le ricerche della Croce Rossa Internazionale non hanno permesso di stabilire la data della sua morte, ma si suppone che sia deceduto dopo l'evacuazione del campo di Ohrdruf. |
| 27 gennaio 2022   | Piazza Castello 45°07′17.49″N 8°47′38.86″E |                   | QUI ABITAVA GIUSEPPE LOEW NATO 1926 PARTIGIANO ARRESTATO 6.7.1944 DEPORTATO 1944 AUSCHWITZ MORTO FEB.1945 DACHAU               | Giuseppe Loew (Milano, 26 giugno 1926 - Dachau, 16 febbraio 1945), studente, partigiano, incaricato di aiutare i militari inglesi e americani fuggiti dai campi di prigionia, assume in seguito il comando della formazione partigiana "compagnia Grieff" che confluirà nell'autunno del '44 nella Brigata "Fachiro", particolarmente impegnata in azioni di sabotaggio e nel disarmo di militi della RSI sorpresi isolati nei loro spostamenti. Il 16 luglio del 1944, Giuseppe fu sorpreso mentre trasportava dei manifesti di propaganda antinazista. Catturato dalla Brigata Nera di Pavia, è rinchiuso per due mesi nel carcere locale e poi trasferito nel campo di Bolzano, quindi deportato nel Reich ad Auschwitzed infine trasferito nel lager di Dachau, dove muore non ancora ventenne il 16 febbraio 1945. Nel 2000, a cura dell'Associazione culturale "Palatina" di Lomello, è stato pubblicato un saggio dal titolo "Giuseppe Loew, un eroe sconosciuto". |

## Mede
| Pietra d'inciampo | Pietra d'inciampo                                                   | Pietra d'inciampo | Pietra d'inciampo                                                                                         | Note biografiche |
| Data di posa      | Luogo di posa                                                       | Stolpersteine     | Incisione                                                                                                 | Note biografiche |
| ----------------- | ------------------------------------------------------------------- | ----------------- | --- | --- |
| 24 gennaio 2020   | Via Andrea Costa (angolo via P. Bernini) 45°05′47.46″N 8°43′57.42″E |                   | QUI ABITAVA CARLO NIPOTI NATO 1908 ARRESTATO OTT. 1943 DEPORTATO 1943 MITTELBAU-DORA ASSASSINATO 1.2.1944 | Carlo Nipoti (Mede, 30 dicembre 1908 - Mittelbau-Dora, 1 febbraio 1944), figlio di Pietro e Armandola Angela, famiglia contadina. Sposa Sartirana Giuseppa. Richiamato alle armi nel 1941 ed inviato sul fronte greco-albanese. Alla firma dell'armistizio dell'8 settembre 1943, come centinaia di migliaia di soldati italiani è fatto prigioniero dai tedeschi in quanto rifiutatisi di combattere al loro fianco e quindi deportati nel Reich. Internato nel lager di Mittelbau-Dora, uno dei numerosi sottocampi di Buchenwald, sul monte Kohsten in Turingia. In questo campo venivano costruiti i missili V1 e V2, utilizzati nel bombardamento di Londra; vi furono internati prigionieri da tutta l'Europa e anche circa 1600 italiani, di cui la metà composta da IMI (Internati Militari Italiani). Carlo muore nel campo il 1º febbraio del 1944. |

## Montù Beccaria
| Pietra d'inciampo | Pietra d'inciampo                            | Pietra d'inciampo | Pietra d'inciampo                                                                     | Note biografiche |
| Data di posa      | Luogo di posa                                | Stolpersteine     | Incisione                                                                             | Note biografiche |
| ----------------- | -------------------------------------------- | ----------------- | ------------------------------------------------------------------------------------- | --- |
| 5 maggio 2022     | Piazza Umberto I° 45°02′17.61″N 9°18′46.24″E |                   | QUI ABITAVA PIETRO CRESCIMBINI NATO 1917 ARRESTATO 1944 DEPORTATO MAUTHAUSEN LIBERATO | Pietro Crescimbini (Montù Beccaria, 8 settembre 1917 - Montù Beccaria, 16 febbraio 2003), agricoltore, socialista, partigiano. Uno dei tanti militare italiani sbandati, dopo l’8 settembre 1943 fa ritorno a casa, prende parte alla costituzione delle prime formazioni delle Brigate Matteotti, nucleo embrionale della divisione “Dario Barni” del comandante Cesare Pozzi. Con il nome di battaglia di “Sangue”, partecipa a numerose azioni di guerriglia e alle significative battaglie del luglio 1944 nell'Oltrepò Pavese. Le feroci rappresaglie nazifasciste che seguirono portarono al suo arresto in località Barostro, frazione di Brallo di Pregola l’11 dicembre; incarcerato a Varzi, da qui a Piacenza, poi Parma, e Bolzano da dove sarà deportato nel Reich destinato a Mauthausen dove arriva il 4 gennaio 1945 ed immatricolato n° 126159, trasferito poi a Gusen. Vedrà la liberazione del campo il 5 maggio a cui seguirà il suo rimpatrio. Deceduto a Montù Beccaria il 16 febbraio 2003. |

## Mortara
| Pietra d'inciampo | Pietra d'inciampo                                  | Pietra d'inciampo | Pietra d'inciampo                                                                                                | Note biografiche |
| Data di posa      | Luogo di posa                                      | Stolpersteine     | Incisione | Note biografiche |
| ----------------- | -------------------------------------------------- | ----------------- | --- | --- |
| 28 gennaio 2020   | Piazza Guglielmo Marconi 45°15′07.83″N 8°43′57.3″E |                   | QUI ABITAVA CESARE CAPETTINI NATO 1909 ARRESTATO 20.12.1943 DEPORTATO 1944 MAUTHAUSEN ASSASSINATO 4.3.1945 GUSEN | Cesare Capettini (Fubine Monferrato, 3 aprile 1909 - Gusen, 4 marzo 1945), ultimo di quattro figli, partigiano come il fratello Arturo, operaio meccanico a Milano. Dopo l'8 settembre 1943 torna a casa, a Mortara, dove vive nascosto per evitare di essere arrestato come disertore. Intanto il fratello ha fatto del proprio negozio di biciclette, a Milano, un punto di riferimento per gli antifascisti. Il 18 dicembre del 1943, Arturo Capettini è arrestato; Cesare progetta di spostare altrove le armi nascoste nel negozio del fratello, ma un delatore ne provoca l'arresto. È condotto a carcere di San Vittore, nello stesso raggio del fratello Arturo. Resistendo alle torture non rivelano i nominativi dei compagni di lotta. Arturo è fucilato il 31 dicembre 1943, mentre Cesare, nel febbraio 1944, è deportato nel Reich destinazione Mauthausen, trasferito al campo di Gusen vi muore il 4 marzo del 1945. |

## Pavia
A Pavia si trovano nove pietre d'inciampo, posate tra il 2018 e il 2025.
| Pietra d'inciampo | Pietra d'inciampo                                                                  | Pietra d'inciampo | Pietra d'inciampo                                                                                                  | Note biografiche |
| Data di posa      | Luogo di posa                                                                      | Stolpersteine     | Incisione | Note biografiche |
| ----------------- | ---------------------------------------------------------------------------------- | ----------------- | --- | --- |
| 18 gennaio 2018   | Piazza Petrarca, 32 45°11′18.85″N 9°09′14.53″E                                     |                   | QUI ABITAVA ROSA GAIASCHI PETTENGHI NATO 1905 ARRESTATA 1.9.1944 DEPORTATA 1944 RAVENSBRÜCK SACHSENHAUSEN LIBERATA | Rosa Gaiaschi Pettenghi (Pavia, 28 aprile 1905 - Pavia, 3 giugno 1992), accusata di attività clandestina viene arrestata il 1º settembre 1944 con il marito Mario Pettenghi, il figlio sedicenne Ugo arrestato in precedenza il 24 agosto. Sono trasferiti a San Vittore, quindi a Bolzano. Deportati nel Reich il 7 ottobre, Rosa è destinata al campo di Ravensbrück, il marito e il figlio a Dachau. Il 23 ottobre Rosa è trasferita a Hennigsdorf, sottocampo di Sachsenhausen, sopravvive e alla liberazione del campo ad opera dell'Armata Rossa, rientra a Pavia alla fine di agosto: ritrova il figlio rientrato due mesi prima, ma non il marito. È stata tra le fondatrici dell’ANED di Pavia. Muore il 3 giugno 1992.                     |
| 23 gennaio 2019   | Via Vittorio Emanuele II°, 22 45°11′17.05″N 9°08′44.23″E                           |                   | QUI ABITAVA GIOVANNI ALT NATO 1886 ARRESTATO 4.12.1943 DEPORTATO 1944 AUSCHWITZ ASSASSINATO 26.2.1944              | Giovanni Alt (Vienna, 18 novembre 1886 - Auschwitz, 26 febbraio 1944), figlio di Samuele e Carolina Maritschek, naturalizzato italiano successivamente al Trattato di Versailles, Residente a Pavia, sposa Lina Tolentino, con certezza si sa di almeno un figlio, che sarà medico e che morirà nel settembre 1942. La cittadinanza concessa nel 1923, gli fu revocata in seguito all'emanazione delle leggi razziali. I coniugi Alt sono arrestati il 4 dicembre 1943; Giovanni è trasferito il 14 gennaio 1944 al campo di Fossoli da dove sarà deportato nel Reich con destino il campo di Auschwitz. presumibilmente non supera la selezione all'arrivo.                                                                                         |
| 23 gennaio 2019   | Via Rezia, 24 45°11′01.43″N 9°09′12.31″E                                           |                   | QUI ABITAVA LUIGI BOZZINI NATO 1927 ARRESTATO 3.1.1945 DEPORTATO BOLZANO LIBERATO 29.4.1945                        | Luigi Bozzini (Pavia, 24 gennaio 1927 - ???, 21 febbraio 2015), studente, dopo l’8 settembre 1943, costituisce il nucleo di resistenza “Sirio” con il nome di battaglia di "Alfa". Diffonde il giornale clandestino, fondato da Teresio Olivelli, "Il ribelle", partecipa ad azioni di sabotaggio. È arrestato il 3 gennaio 1945, nella sua abitazione e condotto dalle SS a “Villa Triste”, trasferito alle carceri di via Romagnosi, sempre a Pavia, e il 23 gennaio a San Vittore a Milano. Il 14 febbraio è deportato a Bolzano ed infine trasferito in un sottocampo in Val Sarentino. È liberato il 30 aprile 1945. Già presidente dell’ANED provinciale, è deceduto il 24 febbraio 2015.                                                      |
| 23 gennaio 2019   | Via Tortona, 14 45°11′37.1″N 9°10′49.45″E                                          |                   | QUI ABITAVA CARLO PIETRA NATO 1923 ARRESTATO NOV. 1944 DEPORTATO 1944 BOLZANO EVASO                                | Carlo Pietra (Torre de' Negri, 3 marzo 1923 - Pavia, 14 maggio 2010), elettricista, partigiano combattente. Nel gennaio del 1944 è arrestato a Pavia ed arruolato forzatamente in un reparto della Wehrmacht. Riesce a fuggire dalla caserma di stanza del distaccamento e si aggrega alle Brigate Matteotti. Nel corso di una missione nel novembre del 1944, tradito, è arrestato ed imprigionato nel campo di transito di Bolzano da cui nuovamente riesce a fuggire e tornare a Pavia trovando nei lavoratori della Lancia sostegno e nascondiglio che gli permette di continuare l'attività resistenziale nelle file della 16ª Brigata Garibaldi. Dopo la liberazione è attivo nell'ANED pavese di cui ricoprirà la carica di vice presidente.. |
| 26 gennaio 2021   | Piazza del Carmine, 6 45°11′13.25″N 9°09′07.82″E                                   |                   | QUI ABITAVA LUDOVICO ZAMPIERI NATO 1907 ARRESTATO 20.12.1944 DEPORTATO 1945 MAGDEBURG-ROTHENSEE MORTO 1945 NIEMEGK | Ludovico Zampieri (Milano, 1 dicembre 1907 - Niemegk, ??? 1945), figlio di Giusto e Leopolda Chiodo, giornalista, entra nel 1944 nella Resistenza tra le formazioni partigiane dell'Ossola. Nel corso di una missione, intende portare un saluto ai genitori, ma a causa di una soffiata, è arrestato in casa del padre dalle SS e trasferito a San Vittore, quindi al campo di Bolzano, infine deportato, il 13 febbraio 1945 a Rothensee da dove nell'aprile del 1945, con l'avanzata dell'Armata Rossa, e lo sgombero del campo, i deportati vengono avviati in direzione di Magdeburg. Secondo le testimonianze di compagni di deportazione, Zampieri, giunto a Niemegk, è morto.                                                                |
| 27 gennaio 2023   | Piazza Italia, 5 davanti all'ingresso della Provincia PV 45°11′16.5″N 9°09′21.71″E |                   | QUI ABITAVA EGIDIO CASASANTA NATO 1923 ARRESTATO 6.10.1943 DEPORTATO 1943 DACHAU LIBERATO                          | Egidio Casasanta (Roccacasale, 30 luglio 1923 - Pavia, 26 settembre 2018), contadino, dislocato sul fronte iugoslavo, sbandato dopo l'armistizio dell'8 settembre 1943, ritorna al paese aquilano. È catturato il 6 ottobre 1943 nel corso di un rastrellamento, confinato al campo di Fonte d'Amore,quindi deportato nel Reich destinazione Dachau dove giunge il 13 ottobre; Trasferito a Buchenwald, quindi Mittelbau-Dora. Sopravvive ed è liberato. La pietra è posta davanti all'ex sede della Questura - oggi sede della Provincia - dove Casasanta prestò servizio in qualità di Appuntato di PS dal 1950 al 1979. |
| 12 marzo 2025     |                                                                                    |                   | QUI ABITAVA GIOVANNI BARGIGIA NATO 1910 DEPORTATO 1944 MAUTHAUSEN ASSASSINATO 22.2.1945                            | Giovanni Bargigia (Zeccone, 16 marzo 1910 - Mauthausen, 22 febbraio 1945), antifascista, partigiano, figlio di Ambrogio e Clotilde Cambieri, disegnatore meccanico. Già attivo antifascista dal 1938, dopo l'armistizio dell'8 settembre 1943 si occupa del trasporto di armi e materiale per le formazioni partigiane. In seguito a delazione è arrestato il 4 ottobre 1944, sottoposto a sevizie e torture nel comando delle SS a "Villa Triste" di Pavia, quindi trasferito a San Vittore a cui segue, il 21 novembre, la deportazione nel Terzo reich con destinazione Mauthausen, matricola n. 110193, classificato "Schutz" – (Schutzhäftlinge). Il 6 dicembre è a Gusen, dove muore il 22 febbraio 1945.                                      |
| 12 marzo 2025     |                                                                                    |                   | QUI ABITAVA GUGLIELMO SCAPOLLA NATO 1888 DEPORTATO 1944 DACHAU ASSASSINATO 11.12.1944                              | Guglielmo Scapolla (Pavia, 24 giugno 1886 - Dachau, 11 dicembre 1944), partigiano, dirigente industriale, genitore di Antonio Scapolla. Dopo la Caduta del fascismo, il luglio 1943, è tra i promotori delle SAP, Dirigente industriale, padre di Antonio, dopo il 25 luglio 1943 partecipa alla lotta clandestina con gl fa parte della brigata “Moraghi”, milita nel Partito d'Azione. È arrestato, in seguito a delazione, il 1º settembre 1944 dai militi della GNR e condotto a “Villa Triste”, torturato prima del carcere cittadino e San Vittore a cui segue Bolzano, infine è a Dachau dove arriva il 9 ottobre 1944. Matricola n°113521, classificato "Schutz" – (Schutzhäftlinge), muore l'11 dicembre 1944 a Dachau.                     |
| 12 marzo 2025     |                                                                                    |                   | QUI ABITAVA ANTONIO SCAPOLLA NATO 1912 DEPORTATO 1945 GUSEN ASSASSINATO 11.3.1945                                  | Antonio Scapolla (Torre Annunziata, 17 gennaio 1912 - Gusen, 11 marzo 1945), laureato, impiegato in banca a Pavia, figlio di Guglielmo Scapolla, coniugato con Albertina Pesci, una figlia - nata poco dopo la sua morte - partigiano. Militante del Partito d'Azione, figura di rilievo del CLN, dopo l'arresto del padre è chiamato a far parte della segreteria di Ferruccio Parri a Milano. Il 7 novembre 1944 è arrestato dai militi della "Muti" ed infine deportato nel Reich il 1º febbraio con l'ultimo convoglio partito dall'Italia per Mauthausen. Matricola 126427, muore nel sottocampo di Gusen l'11 marzo 1945. |

## Pieve Albignola
| Pietra d'inciampo | Pietra d'inciampo                                                     | Pietra d'inciampo | Pietra d'inciampo | Note biografiche |
| Data di posa      | Luogo di posa                                                         | Stolpersteine     | Incisione | Note biografiche |
| ----------------- | --------------------------------------------------------------------- | ----------------- | --- | --- |
| 7 maggio 2021     | Via Roma alla base del monumento ai caduti 45°06′43.85″N 8°57′33.17″E |                   | QUI ABITAVA ALDO LOCATELLI NATO 1904 PARTIGIANO ARRESTATO 27.8.1944 DEPORTATO 1944 MAUTHAUSEN ASSASSINATO 26.4.1945 MELK | Aldo Locatelli (Pozzuolo Martesana, 11 novembre 1904 - Melk, 26 aprile 1945), fattore agricolo, partigiano, viene arrestato il 27 agosto 1944 insieme a Guido Panigadi a Pieve Albignola nella cascina Carlina, divenuto centro di aiuto per partigiani ed ex-prigionieri alleati e sito di un lancio di armi da parte degli aerei alleati. Luogo però segnalato come sospetto e in seguito ad una perquisizione vengono sequestrate le armi rinvenute e arrestati i due partigiani. Aldo è trasferito a Verona, poi Bolzano, quindi deportato a Mauthausen dove giunge il 21 novembre, immatricolato n° 110304; in seguito trasferito al campo di Melk, poi Ebensee dove sarebbe morto il 26 aprile 1945. Una targa muraria è stata apposta sulla facciata della Cascina Carlina dove vennero arrestati i due partigiani. |
| 7 maggio 2021     | Via Roma alla base del monumento ai caduti 45°06′43.85″N 8°57′33.17″E |                   | QUI ABITAVA GUIDO PANIGADI NATO 1892 PARTIGIANO ARRESTATO 27.8.1944 DEPORTATO 1944 MAUTHAUSEN ASSASSINATO 22.2.1945 MELK | Guido Panigadi (Rovigo, 18 marzo 1892 - Melk, 20 febbraio 1945), agricoltore e commerciante, già combattente e ufficiale di cavalleria di complemento durante la Grande Guerra, è richiamato alle armi con il grado di Maggiore nel 1940 e assegnato al presidio militare di Pavia. Immediatamente dopo l'8 settembre 1943 è catturato dai tedeschi il 9 settembre, ma evade dal campo di internamento e ritorna in famiglia, a Pieve Albignola, alla cascina Carlina. Di sentimenti monarchici, contrario al fascismo, entra nella Resistenza, ha contatti con esponenti del C.V.L. di Pavia, fa della sua casa ricovero per militari alleati fuggiti dai campi di detenzione, per ex-prigionieri politici, nonché centro per lanci paracadutistici con rifornimenti di armi, munizioni e viveri da parte degli alleati. Viene arrestato in casa dai fascisti, insieme al suo fattore e uomo di fiducia, Aldo Locatelli; portati entrambi in carcere a Pavia, poi a San Vittore a Milano, da qui è trasferito al campo di Bolzano, dove il 20 novembre 1944 viene deportato a Mauthausen, matricola 110356, infine trasferito a Melk dove muore il 20 febbraio 1945. |

## Redavalle
| Pietra d'inciampo | Pietra d'inciampo                                                                     | Pietra d'inciampo | Pietra d'inciampo                                                                                                 | Note biografiche |
| Data di posa      | Luogo di posa                                                                         | Stolpersteine     | Incisione | Note biografiche |
| ----------------- | ------------------------------------------------------------------------------------- | ----------------- | --- | --- |
| 27 gennaio 2024   | Via Garibaldi, 14 Municipio, davanti alla lapide ai caduti 45°02′16.02″N 9°12′15.54″E |                   | QUI ABITAVA PEPPINO CAPITANI NATO 1926 ARRESTATO 19.12.1944 DEPORTATO 1945 MAUTHAUSEN ASSASSINATO 17.3.1945 GUSEN | Peppino Capitani (Redavalle, 26 marzo 1926 - Gusen, 17 marzo 1945), ferroviere, partigiano della "Divisione Aliotta", Brigata Capettini, nome di battaglia "Falco". Catturato dai tedeschi il 9 dicembre 1944 è incarcerato a Varzi, quindi campo di transito di Bolzano a cui segue la deportazione nel Reich, con destinazione Mauthausen ed infine il campo di Gusen dove muore il 19 marzo 1945 a soli 18 anni. Una via di Redavalle è a lui intitolata. |

## Robbio
| Pietra d'inciampo | Pietra d'inciampo                                                     | Pietra d'inciampo | Pietra d'inciampo                                                                          | Note biografiche |
| Data di posa      | Luogo di posa                                                         | Stolpersteine     | Incisione                                                                                  | Note biografiche |
| ----------------- | --------------------------------------------------------------------- | ----------------- | ------------------------------------------------------------------------------------------ | --- |
| 28 gennaio 2022   | Piazza della Libertà, 1 ingresso municipio 45°17′24.33″N 8°35′37.73″E |                   | QUI ABITAVA ELIO SOZZI NATO 1913 ARRESTATO 1944 DEPORTATO MAUTHAUSEN ASSASSINATO 30.4.1945 | Elio Teresio Sozzi (Robbio, 13 novembre 1913 - Mauthausen, 30 aprile 1945), disegnatore meccanico, dopo l'8 settembre 1943 torna a Milano, dove risiede e lavora all'Alfa Romeo. Incarcerato a San Vittore il 21 aprile 1944, è deportato a Fossoli - ci è pervenuto un suo ritratto dal campo ad opera di Armando Maltagliati, il ritrattista capocampo di Fossoli - da qui inviato, trasporto 53, il 21 giugno 1944 nel Reich con destinazione Mauthausen matricola 76585. il 30 luglio 1944 è destinato ai lavori forzati a Wiener-Neustadt e poi a Steyr, nuovamente Mauthausen dove muore il 30 aprile 1945. |

## Sannazzaro de' Burgondi
| Pietra d'inciampo | Pietra d'inciampo          | Pietra d'inciampo | Pietra d'inciampo                                                                    | Note biografiche |
| Data di posa      | Luogo di posa              | Stolpersteine     | Incisione                                                                            | Note biografiche |
| ----------------- | -------------------------- | ----------------- | ------------------------------------------------------------------------------------ | --- |
| 24 aprile 2025    | 45°09′26.74″N 9°24′04.59″E |                   | QUI ABITAVA LUIGI SAVASINI NATO 1901 DEPORTATO 1944 MAUTHAUSEN ASSASSINATO 20.4.1945 | Luigi Savasini (Sannazzaro de' Burgondi, 19 giugno 1901 - Mauthausen, 20 aprile 1945), pittore e decoratore, coniugato, un figlio. Partigiano della formazione di “Giustizia e Libertà” è arrestato il 3 novembre 1944 dalle camicie nere e trasferito a San Vittore prima, quindi Bolzano da dove è deportato nel Reich con destinazione Mauthausen dove giunge il 24 novembre, matricola n. 110399, classificato "Schutz" – (Schutzhäftlinge). Il 1° dicembre è ad Auschwitz, il 29 gennaio a Melk. Muore a Mauthausen il 20 aprile 1945. |

## Santa Cristina e Bissone
| Pietra d'inciampo | Pietra d'inciampo                                                    | Pietra d'inciampo | Pietra d'inciampo                                                                                 | Note biografiche |
| Data di posa      | Luogo di posa                                                        | Stolpersteine     | Incisione                                                                                         | Note biografiche |
| ----------------- | -------------------------------------------------------------------- | ----------------- | ------------------------------------------------------------------------------------------------- | --- |
| 20 gennaio 2019   | Via Vittorio Veneto, 5 ingresso municipio 45°09′26.74″N 9°24′04.59″E |                   | QUI ABITAVA PIETRO GATTI NATO 1899 ARRESTATO 5.9.1944 DEPORTATO 1944 DACHAU ASSASSINATO 16.3.1945 | Pietro Gatti (Santa Cristina e Bissone, 20 dicembre 1899 - Dachau, 16 marzo 1945), operaio specializzato alla Vittorio Necchi; socialista, antifascista, sposato con Lina. Dopo l'armistizio dell'8 settembre 1943 intensifica l'attività antifascista nella fabbrica. È arrestato il 5 settembre 1944 da militi della Guardia nazionale repubblicana (GNR), trasferito al carcere di San Vittore a Milano e immediatamente al campo di transito di Bolzano. Deportato nel Reich il 5 ottobre 1944 al campo di concentramento di Dachau, dove si spegnerà a il 16 marzo 1945. |

## Sartirana Lomellina
| Pietra d'inciampo | Pietra d'inciampo                                  | Pietra d'inciampo | Pietra d'inciampo | Note biografiche |
| Data di posa      | Luogo di posa                                      | Stolpersteine     | Incisione | Note biografiche |
| ----------------- | -------------------------------------------------- | ----------------- | --- | --- |
| 27 gennaio 2022   | Via Antonio Gramsci, 11 45°06′38.74″N 8°40′03.68″E |                   | QUI ABITAVA ALDO CONTI NATO 1902 ARRESTATO 1943 INTERNATO WIETZENDORF DEPORTATO MITTELBAU DORA ASSASSINATO 27.1.1944 | Aldo Conti (Sartirana Lomellina, 12 febbraio 1922 - Mittelbau-Dora, 27 gennaio 1944), militare in Albania, viene dato per disperso nell’agosto del 1943. Risulterebbe arrestato il 18 ottobre 1943 come prigioniero di guerra, trasferito Mittelbau-Dora, muore il 27 gennaio 1944. |

## Stradella
| Pietra d'inciampo | Pietra d'inciampo                                                         | Pietra d'inciampo | Pietra d'inciampo                                                                          | Note biografiche |
| Data di posa      | Luogo di posa                                                             | Stolpersteine     | Incisione                                                                                  | Note biografiche |
| ----------------- | ------------------------------------------------------------------------- | ----------------- | ------------------------------------------------------------------------------------------ | --- |
| 3 maggio 2024     | Via Guglielmo Marconi, 35 davanti al Municipio 45°04′33.22″N 9°17′45.41″E |                   | QUI ABITAVA VITTORIO ACHILLI NATO 1922 DEPORTATO 1943 MITTELBAU-DORA ASSASSINATO 28.1.1944 | Vittorio Achilli (Stradella, 4 maggio 1922 - Mittelbau-Dora, 28 gennaio 1944), figlio di Domenico e Rosalinda Brega. Soldato di Fanteria catturato a Cortona dai tedeschi a ridosso della proclamazione dell'armistizio dell'8 settembre 1943, il 9 settembre e deportato nel Reich come IMI dove risulta arrivato al campo di Mittelbau-Dora il 15 ottobre 1943 proveniente dallo Stalag IX-C.. Muore al campo il 28 gennaio 1944. |

## Travacò Siccomario
| Pietra d'inciampo | Pietra d'inciampo                                 | Pietra d'inciampo | Pietra d'inciampo                                                                            | Note biografiche |
| Data di posa      | Luogo di posa                                     | Stolpersteine     | Incisione                                                                                    | Note biografiche |
| ----------------- | ------------------------------------------------- | ----------------- | -------------------------------------------------------------------------------------------- | --- |
| 23 gennaio 2019   | Via Antonio Gramsci, 11 45°09′49.7″N 9°08′43.44″E |                   | QUI ABITAVA FERRUCCIO DERENZINI NATO 1909 ARRESTATO 19.3.1944 DEPORTATO 1944 DACHAU LIBERATO | Feruccio Derenzini (Fiume, 12 agosto 1909 - Pavia, ?? 1998), Capitano di complemento, sposato e con una figlia. Dopo l’8 settembre 1943 rientra a Fiume, riprende l'attività di impiegato ed intanto entra nella Resistenza, collabora alla redazione della stampa clandestina. È arrestato su delazione il 19 marzo 1944, e tradotto alle carceri del Coroneo a Trieste, dove dovette assistere alla fucilazione di cinquanta partigiani e all’assassinio di cinque donne partigiane. Il 27 aprile 1944 è deportato a Dachau, matricola n. 67312, quindi trasferito al sottocampo di Kottern-Weidach e costretto a lavorare negli stabilimenti della Messerschmitt dove si fabbricavano parti della V2, missile impiegati per i bombardamenti su Londra. È liberato il 28 aprile 1945 dagli Alleati nel mentre di una marce della morte. Rientra a Fiume il 3 agosto 1945, ma si trasferisce a Pavia nel 1947 dopo il passaggio della città d'origine alla Jugoslavia. È stato uno dei dirigenti dell’ANED provinciale. Deceduto nel 1998. All'Istituto Gramsci a Torino si trova un manoscritto di Ferruccio Derenzini dal 1950 dal titolo: Il campo di sterminio di Dachau. La marcia di eliminazione e l'avventura del ritorno in patria. Con Ferruccio Belli ha pubblicato: I deportati pavesi nei lager nazisti. |

## Val di Nizza
| Pietra d'inciampo | Pietra d'inciampo          | Pietra d'inciampo | Pietra d'inciampo                                                                     | Note biografiche |
| Data di posa      | Luogo di posa              | Stolpersteine     | Incisione                                                                             | Note biografiche |
| ----------------- | -------------------------- | ----------------- | ------------------------------------------------------------------------------------- | --- |
| 13 aprile 2025    | 44°49′24.18″N 9°11′49.89″E |                   | QUI ABITAVA BENITO ROSSOTTI NATO 1923 DEPORTATO 1945 MAUTHAUSEN ASSASSINATO 13.4.1945 | Benito Emilio Rossotti (Val di Nizza, 24 dicembre 1923 - Mauthausen, 13 aprile 1945), partigiano, contadino, appartenente alla formazione della "brigata garibaldina “Crespi”". Nell’estate del 1944, viene sorpreso nella sua abitazione dalle Brigate Nere nel corso di un rastrellamento e incarcerato a Varzi prima di Pavia e San Vittore. Il 16 gennaio 1945 è Bolzano da dove il 1° febbraio 1945, è deportato nel Reich con l’ultimo convoglio partito dall’Italia per Mauthausen. Matricola n° 126410; il 17 febbraio è trasferito al sottocampo di Gusen, quindi al sottocampo di Wels, dove muore il 13 aprile 1945. |

## Varzi
A Varzi sono posate sei pietre d'inciampo. Dal 21 settembre 1944 al 23 novembre 1944, in seguito alla vittoriosa presa di Varzi ad opera dei partigiani della Brigata Capettini, la città sperimenta le libertà democratiche esercitate nella costituita Repubblica democratica di Varzi. A sei di quei partigiani, che subirono poi la deportazione, sono dedicate altrettante pietre d'inciampo. Due pietre commemorative sono state erette per tutti i combattenti della resistenza di Varzi, una lapide posta sulla facciata della Scuola Materna di Varzi, l'altra posta sulla facciata della scuola elementare di Brallo di Pregola.
| Pietra d'inciampo | Pietra d'inciampo                                               | Pietra d'inciampo | Pietra d'inciampo                                                                                              | Note biografiche |
| Data di posa      | Luogo di posa                                                   | Stolpersteine     | Incisione | Note biografiche |
| ----------------- | --------------------------------------------------------------- | ----------------- | --- | --- |
| 14 gennaio 2018   | Piazza Umberto I° ingresso municipio 44°49′24.18″N 9°11′49.89″E |                   | QUI ABITAVA UGO DOMENICO BOZZI NATO 1926 ARRESTATO 19.12.1944 DEPORTATO MAUTHAUSEN-GUSEN ASSASSINATO 19.3.1945 | Ugo Domenico Bozzi (Menconico, 17 maggio 1926 - Gusen, 19 marzo 1945), agricoltore, renitente alla leva, partigiano, prende parte alla Resistenza nelle file della Brigata Capettini al cui comando è Angelo Ansaldi Primula Rossa, artefice della liberazione e dell'istituzione di quella che nel corso dell'autunno 1944 fu la Repubblica Democratica di Varzi. Ugo Bozzi è catturato con altri compagni il 19 dicembre 1944, a seguito del feroce rastrellamento nazifascista, nei pressi di Brallo di Pregola, incarcerato al castello di Pavia, poi San Vittore a Milano, quindi al campo di Bolzano. Il 4 febbraio 1945 è deportato nel Reich destinato al campo di Mauthausen, matricola 126085. Muore a Gusen il 19 marzo 1945. |
| 14 gennaio 2018   | Piazza Umberto I° ingresso municipio 44°49′24.18″N 9°11′49.89″E |                   | QUI ABITAVA MARIO CASULLO NATO 1928 ARRESTATO 19.12.1944 DEPORTATO MAUTHAUSEN ASSASSINATO 25.3.1945 WELS       | Mario Casullo (Sant'Albano di Bobbio, 7 aprile 1928 - Wels, 25 marzo 1945), manovale, partigiano, appena sedicenne si arruola nella Brigata garibaldina Capettini. Con i compagni Ugo, Giacomo, Antonio, è catturato alla scuola di Brallo di Pregola a seguito del feroce rastrellamento nazifascista del 18 e 19 dicembre del 1944. Dei compagni condivide il tragico destino: incarcerato al castello di Pavia, poi San Vittore a Milano, quindi al campo di Bolzano. Il 4 febbraio 1945 è deportato nel Reich destinato al campo di Mauthausen, matricola 126114. Trasferito a Gusen, morì probabilmente il 25 marzo 1945, giorno del suo trasferimento a Wels.                                                                      |
| 14 gennaio 2018   | Piazza Umberto I° ingresso municipio 44°49′24.18″N 9°11′49.89″E |                   | QUI ABITAVA GIACOMO CENTENARO NATO 1925 ARRESTATO 19.12.1944 DEPORTATO MAUTHAUSEN ASSASSINATO 3.3.1945         | Giacomo Centenaro (Varzi, 22 luglio 1925 - Mauthausen, 3 marzo 1945), contadino, renitente alla leva, partigiano entra nelle file della Brigata Capettini. Catturato con molti suoi compagni alla scuola di Brallo di Pregola a seguito del feroce rastrellamento nazifascista del 18 e 19 dicembre del 1944, come i compagni di sventura è prima incarcerato al castello di Pavia, poi San Vittore a Milano, quindi al campo di Bolzano. Il 4 febbraio 1945 è deportato nel Reich destinato al campo di Mauthausen, matricola 126118. Muore il 3 marzo 1945. |
| 14 gennaio 2018   | Piazza Umberto I° ingresso municipio 44°49′24.18″N 9°11′49.89″E |                   | QUI ABITAVA ANTONIO DEGLI ALBERTI NATO 1927 ARRESTATO 19.12.1944 DEPORTATO MAUTHAUSEN ASSASSINATO 1945         | Antonio Degli Alberti (Varzi, 15 gennaio 1927 - Mauthausen, ??? 1945), contadino, giovanissimo partigiano entra a far parte della Brigata garibaldina Capettini. Destino comune, tragico, di alcuni dei compagni della formazione garibaldina: catturato alla scuola di Brallo di Pregola a seguito del feroce rastrellamento nazifascista del 18 e 19 dicembre del 1944, come i compagni di sventura è prima incarcerato al castello di Pavia, poi San Vittore a Milano, quindi al campo di Bolzano. Il 4 febbraio 1945 è deportato nel Reich destinato al campo di Mauthausen, matricola 126540. l'8 febbraio entra nell'infermeria del campo, muore in data imprecisata.                                                              |
| 14 gennaio 2018   | Piazza Umberto I° ingresso municipio 44°49′24.18″N 9°11′49.89″E |                   | QUI ABITAVA ANTONIO POGGI NATO 1924 ARRESTATO 19.12.1944 DEPORTATO MAUTHAUSEN ASSASSINATO 13.3.1945            | Antonio Poggi (Varzi, 2 gennaio 1924 - Mauthausen, 13 marzo 1945), manovale, renitente alla leva, partigiano, come i compagni entra a far parte della Brigata garibaldina Capettini. Destino comune, tragico: catturato alla scuola di Brallo di Pregola a seguito del feroce rastrellamento nazifascista del 18 e 19 dicembre del 1944, come i compagni di sventura è prima incarcerato al castello di Pavia, poi San Vittore a Milano, quindi al campo di Bolzano. Il 4 febbraio 1945 è deportato nel Reich destinato al campo di Mauthausen, matricola 126358, trasferito al sottocampo di Gusen poi nuovamente Mauthause dove muore il 13 marzo 1945 per setticemia.                                                                 |
| 27 marzo 2025     |                                                                 |                   | QUI ABITAVA VITTORIO BAIARDI NATO 1925 DEPORTATO 1945 MAUTHAUSEN ASSASSINATO 25.4.1945                         | Vittorio Francesco Baiardi (Varzi, 22 aprile 1925 - Mauthausen, 25 aprile 1945), partigiano, contadino, figlio di Pietro e Carolina Callegari. Renitente alla leva si aggrega alle formazioni partigiane apparteneti alla divisione garibaldina “Aliotta”, brigata “Cornaggia”; catturato nel dicembre 1944 a Godiasco, trasferito a Pavia poi San Vittore a cui segue la deportazione nel Terzo Reich con destinazione Mauthausen, dove giunge il 4 febbraio 1945. Matricola n° 126025, classificato "Schutz" – (Schutzhäftlinge). Dopo il trasferimento a Gusen, ritorna a Mauthausen ricoverato nell'infermeria del campo, dove muore il 25 aprile 1945.                                                                              |

## Vigevano
Vigevano ospita sei pietre d'inciampo posate tra il 2018 e 2023.
| Pietra d'inciampo | Pietra d'inciampo                                                          | Pietra d'inciampo | Pietra d'inciampo                                                                                                | Note biografiche |
| Data di posa      | Luogo di posa                                                              | Stolpersteine     | Incisione | Note biografiche |
| ----------------- | -------------------------------------------------------------------------- | ----------------- | --- | --- |
| 19 gennaio 2018   | Via Benedetto Cairoli, 27 ingresso Liceo Cairoli 45°18′51.53″N 8°51′33.4″E |                   | QUI STUDIÒ TERESIO OLIVELLI NATO 1916 ARRESTATO 27.4.1944 DEPORTATO FLOSSENBÜRG ASSASSINATO 17.1.1945 HERSBRUCK  | Teresio Olivelli (Bellagio, 7 gennaio 1916 - Hersbruck, 17 Gennaio 1945), partigiano, beatificato il 3 febbraio 2018. Diplomato al Liceo Cairoli di Vigevano, si laurea in legge a Pavia; nel 1939 primeggia ne i “Littoriali” a Trieste con un tema sulla razza, e nel 1940 è chiamato a far parte del servizio studi dell’Istituto Nazionale di Cultura Fascista. Nel 1941 è arruolato nel Corpo degli Alpini e nel 1942 è assegnato al fronte orientale e assume il grado di tenente del 2º reggimento artiglieria alpina. Reduce dalla campagna di Russia, dopo l’armistizio dell'8 settembre 1943 è fatto prigioniero a Vipiteno, quindi deportato nei campi di internamento militari nel Reich: dapprima a Hall, poi a Regensburg, infine a Markt Pongau, da dove fugge riuscendo a rientrare in Italia. Prende contatto con il CLN di Milano, entra a far parte delle formazioni partigiane delle Fiamme Verdi. A Brescia fonda il giornale clandestino Il Ribelle. Viene arrestato su delazione a Milano il 27 aprile 1944 insieme a Carlo Bianchi e tradotto a San Vittore, quindi Fossoli, poi Bolzano per essere deportato, il 5 settembre, a Flossenbürg. Al campo fungerà da interprete; si prodiga per portare aiuto e conforto ai compagni, prendendone le difese, subendone punizioni in aggravio. Trasferito a Hersbruck dove è costretto al lavoro in galleria. Muore nell'infermeria del campo il 17 gennaio 1945. È stato insignito di medaglia d’oro alla memoria. Il 3 febbraio 2018 è stato proclamato beato. |
| 19 gennaio 2018   | Piazza del Popolo, 11 45°19′00.12″N 8°51′20.85″E                           |                   | QUI ABITAVA ANNA BOTTO NATA 1895 ARRESTATA LUGLIO 1944 DEPORTATA RAVENSBRÜCK ASSASSINATA 1944                    | Anna Botto (Alessandria, 31 dicembre 1895 - Ravensbrück, ??? 1944), maestra elementare a Vigevano, dopo l'8 settembre 1943 si prodiga negli aiuti agli ex prigionieri alleati fuggiti dai campi d'internamento; ha contatti con esponenti antifascisti e viene per questo sorvegliata dagli agenti dell’UPI di Vigevano. Testimonianze riferiscono di come Anna svolgesse compiti importanti, come quello di accompagnare i medici che venivano da Milano a curare i prigionieri alleati feriti: lei precedeva in bicicletta la loro automobile fino ai più sperduti cascinali della pianura. Arrestata il primo maggio 1944, scarcerata dopo una decina di giorni è nuovamente arrestata a luglio. Tradotta alle carceri giudiziarie di Pavia quindi trasferita al carcere di San Vittore a Milano, poi il 20 settembre 1944, inviata al campo di Bolzano ed infine deportata nel Reich destinata al campo di Ravensbrück dove morirà in data imprecisata. La sua figura di resistente è ricordata da una lapide nelle scuole elementari della città. |
| 27 gennaio 2020   | Piazza Martiri della Liberazione 45°19′05.89″N 8°51′31.02″E                |                   | QUI ABITAVA ERMES TESTORI NATO 1924 ARRESTATO OTT. 1944 DEPORTATO 1944 FLOSSENBÜRG ASSASSINATO 21.3.1945 ZWICKAU | Ermes Testori (Vigevano, 29 agosto 1924 - Zwickau, 21 marzo 1945), Operaio calzaturiero, renitente alla leva, viene arrestato a Vigevano il 18 febbraio 1944. Tradotto al carcere di San Vittore di Milano, quindi Verona, infine deportato a Leverkusen dove ci sono gli stabilimenti della Bayer. Il 20 ottobre 1944 è trasferito al campo di Flossenbürg, matricola 29290. Muore nel sottocampo di Zwickau il 21 marzo 1945. |
| 27 gennaio 2020   | Piazza Martiri della Liberazione 45°19′05.89″N 8°51′31.02″E                |                   | QUI ABITAVA SANTINO BONAFIN NATO 1927 ARRESTATO OTT. 1944 DEPORTATO 1944 MAUTHAUSEN MORTO 24.5.1945 ANSFELDEN    | Santino Bonafin (Lendinara, 1 luglio 1927 - Ansfelden, 24 maggio 1945), garzone di panettiere, il suo arresto sarebbe avvenuto in una località dei boschi del Ticino, dove viveva con i familiari e dove si nascondevano molti sbandati ed ex-prigionieri inglesi. Lo conferma una dichiarazione del settembre ’46 del padre Guido e la pratica inoltrata all’Ufficio Provinciale Assistenza Post-bellica, secondo cui Santino sarebbe stato inquadrato nella 169ª brigata garibaldina “G. Leoni” di Vigevano. l'11 ottobre 1944 è imprigionato a San Vittore, quindi trasferito al campo di Bolzano, infine deportato a Mauthausen con il trasporto 104, partito da Bolzano il 20 novembre 1944. Matricola 110393, il 13 dicembre è trasferito a Gusen. Nel registro anagrafico dei morti del Comune di Vigevano del 1952 è riportata una cancellazione per morte, che si dichiara avvenuta in Austria il 24 maggio 1945 ad “Ansfelden lager HAID”. Un campo di lavoro fino al 1945 gestito dalla Wehrmacht e successivamente campo di raccolta gestito dalle truppe americane per sfollati e persone disperse. |
| 25 settembre 2023 | Via Giorgio Silva, 2 45°19′04.11″N 8°51′26.31″E                            |                   | QUI ABITAVA SANTO ARLENGHI NATO 1906 ARRESTATO 3.10.1944 DEPORTATO 1944 GROSS-ROSEN LIBERATO                     | Santo Arlenghi (St. Nicolas de Losargas (Argentina), 30 novembre 1906 - Vigevano, 21 dicembre 1972), lavoratore italiano all’estero, magazziniere, residente a Vigevano dal 1934. Catturato a Breslau il 3 ottobre 1944, deportato il 10 ottobre nel Terzo Reich con destinazione Gross-Rosen, matricola n°64980, quindi il 13 febbraio 1945 trasferito al campo di Flossenbürg. Liberato dagli alleati nell'aprile 1945, rientra in Italia il 22 giugno 1945. Tra i fondatori dell’ANED provinciale, si spegne a Vigevano il 21 dicembre 1972. |
| 25 settembre 2023 | Via Giorgio Silva, 2 45°19′04.11″N 8°51′26.31″E                            |                   | QUI ABITAVA GIUSEPPE NAI NATO 1923 ARRESTATO 1944 DEPORTATO MAUTHAUSEN ASSASSINATO 6.2.1945 MELK                 | Giuseppe Nai (Milano, 18 febbraio 1923 - Melk, 8 febbraio 1945), figlio di Carlo e Margherita Cesa, calzolaio residente a Vigevano. Arrestato nell’estate del 1944 nel corso della rappresaglia conseguente l'uccisione di un soldato tedesco, trasferito a Bolzano quindi deportato nel Terzo Reich con destinazione Mauthausen dove giunge il 21 novembre 1944, matricola n° 110309. Muore l'8 febbraio 1945 nel campo di Melk. |

## Voghera
| Pietra d'inciampo | Pietra d'inciampo                              | Pietra d'inciampo | Pietra d'inciampo                                                                                              | Note biografiche |
| Data di posa      | Luogo di posa                                  | Stolpersteine     | Incisione | Note biografiche |
| ----------------- | ---------------------------------------------- | ----------------- | --- | --- |
| 23 gennaio 2019   | Via Don Minzoni, 63 44°59′47.32″N 9°00′20.39″E |                   | QUI STUDIAVA JACOPO DENTICI NATO 1926 ARRESTATO 7.11.1944 DEPORTATO 1944 MAUTHAUSEN ASSASSINATO 1.3.1945 GUSEN | Jacopo Dentici (Rio Grane, 11 settembre 1926 - Mauthausen, ?? marzo 1945), studente universitario, componente del Fronte della Gioventù fondato da Eugenio Curiel, partigiano attivo in una formazione dei GAP a Voghera, collaboratore di Ferruccio Parri è arrestato a Milano il 7 novembre 1944 dai militi della Legione Autonoma Mobile Ettore Muti. Detenuto al carcere di San Vittore, trasferito al campo di transito di Bolzano, deportato a Mauthausen. Muore a Gusen II nel marzo '45. Una via a Voghera porta il suo nome. Dal 1966 il Liceo che lo vide studente, il Galileo Galilei di Voghera, assegna un premio a suo nome.                                       |
| 22 aprile 2025    | 44°59′47.32″N 9°00′20.39″E                     |                   | IN QUESTA VIA ABITAVA GIOVANNI MERCURIO NATO 1916 DEPORTATO 1944 MAUTHAUSEN ASSASSINATO 22.4.1945              | Giovanni Mercurio (Udine, 26 marzo 1916 - Mauthausen, 22 aprile 1945), partigiano, cattolico, medico presso il manicomio di Voghera. Ufficiale nei Balcani, dopo l'armistizio dell'8 settembre 1943, entra nella Resistenza tra le file delle formazioni pavesi di “Giustizia e Libertà” con il nome di "Mirko", partecipa ad azioni di sabotaggio. Arrestato il 6 luglio 1944, accusato di aver curato partigiani, è detenuto prima a Voghera, quindi San Vittore, è a Bolzano il 17 ottobre, da dove è deportato nel Reich il 20 novembre con destinazione Mauthausen, matricola 110329. Muore il 22 aprile 1945 probabilmente dopo un trasferimento a Linz, quindi Amstetten. |